# Robert Bellanger
Pour les articles homonymes, voir Bellanger.
Robert Bellanger est un industriel et homme politique français membre du Parti républicain, radical et radical-socialiste, né le 3 janvier 1884 à Saint-Denis (alors dans le département de la Seine) et mort le 9 juin 1966 à Paris. Il est le cofondateur des Automobiles Bellanger Frères, rachetées par Peugeot en 1925.

## Biographie
D'abord concessionnaire chez Delaunay-Belleville, il fonde avec son frère Les Automobiles Bellanger Frères en 1913 au 1-35 rue de la Révolte à Neuilly sur Seine. Avec l'arrêt des commandes de l'armée, l'affaire périclite après la guerre et Bellanger décide de se lancer en politique. Sa société est rachetée en 1925 par Peugeot.
Démocrate-chrétien, Bellanger exerce successivement plusieurs mandats de parlementaire :
- Député d'Ille-et-Vilaine de 1928 à 1932
- Sénateur d'Ille-et-Vilaine de 1933 à 1940
- Sous-secrétaire d'État à la Marine du 23 février au 2 mars 1930 dans le gouvernement Camille Chautemps (1)

Il avait fondé, en 1931, avec l'aide de Louis Loucheur, l’Ouest-Journal, quotidien de gauche, qui devenait le rival de l’Ouest-Éclair, enlevant à celui-ci le quasi-monopole d'informations en Bretagne, et il en était l'administrateur.
Il était membre du Conseil supérieur de la marine marchande, du Conseil supérieur de la navigation aérienne. Il avait été nommé président d'honneur du Syndicat national de l'hydraviation.
Il n'a plus fait acte de candidature après la libération et vécut à Paris où il s'était fixé définitivement.

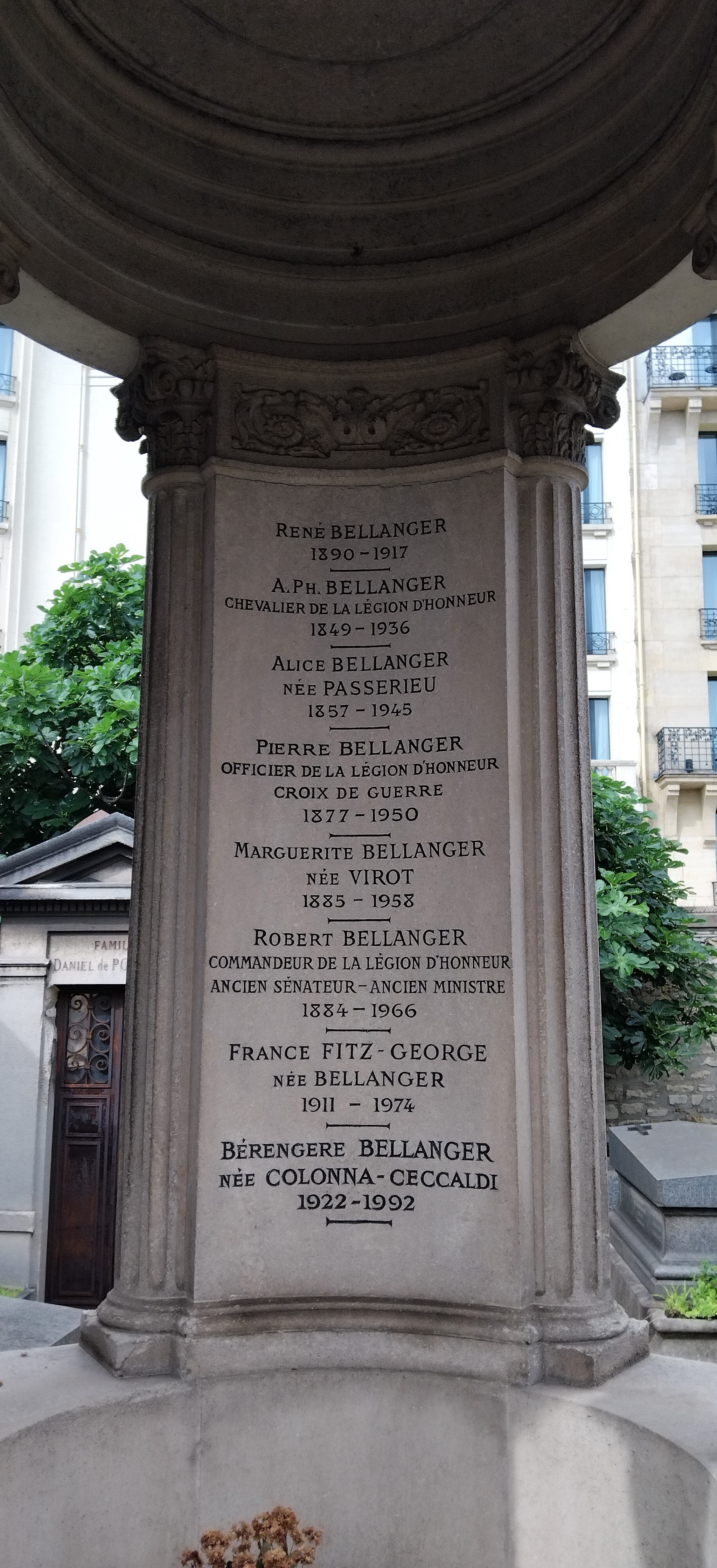
Sépulture de la famille Bellanger

Il est inhumé au cimetière de Montmartre, 1re division.

## Fort de Brégançon
Robert Bellanger fut le dernier particulier privé à occuper le fort de Brégançon, dans le Var, actuelle résidence de villégiature des présidents de la République française. Après la Première guerre mondiale, en 1919, le fort est déclassé, l'État le loue alors à des particuliers. Le sénateur Bellanger fut le dernier locataire. Repris dans un état de délabrement avancé, il restaura et aménagea le fort en lui laissant son aspect extérieur primitif. Quand le bail expire en 1963, l'État reprend possession du fort qui deviendra résidence officielle en 1968.

## Sources
- « Robert Bellanger », dans le Dictionnaire des parlementaires français (1889-1940), sous la direction de Jean Jolly, PUF, 1960 [détail de l’édition]